# Waldeck (Merkendorf)
Waldeck ([ˈvaldɛk] ) ist ein Wohnplatz der Stadt Merkendorf im mittelfränkischen Landkreis Ansbach in Bayern. Waldeck liegt in der Gemarkung Großbreitenbronn.

## Geographie
Der Weiler Waldeck besteht aus vier Wohngebäuden und drei Nebengebäuden. Im Westen und Süden grenzt das Wannenholz an. Unmittelbar nordöstlich entspringt der Waldeckgraben, ein rechter Zufluss des Braungartenbachs. Waldeck liegt an einer Gemeindeverbindungsstraße, die von Triesdorf Bahnhof nach Triesdorf führt, auf Höhe einer Platanenallee.

## Geschichte
Waldeck wurde auf dem Gemeindegebiet von Großbreitenbronn errichtet. Im Zuge der Gemeindegebietsreform in Bayern wurde der Ort am 1. Mai 1978 nach Merkendorf eingegliedert.

## Einwohnerentwicklung
| Jahr      | 2005 | 2006  | 2010  | 2020  |
| Einwohner | 12   | 8     | 8     | 9     |
| Quelle    |      | [ 4 ] | [ 1 ] | [ 1 ] |

## Religion
Die Einwohner evangelisch-lutherischer Konfession sind nach St. Georg (Weidenbach) gepfarrt. Die Einwohner römisch-katholischer Konfession sind nach Liebfrauenmünster (Wolframs-Eschenbach) gepfarrt.

## Weblink
- Stadtteile > Waldeck. In: merkendorf.de. Abgerufen am 17. Juni 2023.